# Marcel Delmotte
Pour les articles homonymes, voir Delmotte.
Marcel Delmotte né le 24 avril 1901 à Charleroi (Belgique) et mort le 8 novembre 1984 à Mont-sur-Marchienne (Belgique) est un peintre belge.
Il est rattaché au mouvement du surréalisme.

## Biographie
Peintre de chevalet, aquarelliste et dessinateur autant que portraitiste, peintre de nus et de paysages, Marcel Delmotte est également sculpteur. Il se spécialise dans les paysages visionnaires et les grandes fresques symboliques.
Il est élève du peintre Léon Van den Houten à l'atelier libre de l'Université du Travail à Charleroi.
Peintre réaliste à ses débuts, il est influencé par l'expressionnisme et évolue vers une esthétique d'esprit surréaliste avec de grandes compositions, des paysages lunaires et architectures futuristes. Son imaginaire est inspiré par la mythologie, la Bible et la Divine Comédie.

## Expositions personnelles
- Galerie d'art Léon Paulus, Charleroi, 1942.
- Galerie Goya, Bruxelles, 1952.
- Galerie Le Parc, Charleroi, 1952, 1953, 1956, 1957, 1958.
- Hôtel de ville de Gosselies, 1956.
- Galerie Le Rouge et le Noir, Charleroi, 1957.
- Abbaye d'Aulne, Gozée, 1958.
- Galerie de la Madeleine, Bruxelles, 1960.
- Galerie Isy Brachot, Bruxelles, 1961, 1963, 1966, 1971, 1974, 1976, 1987, 1991.
- Heimatmuseum, Gladbeck, 1961.
- Galerie La Palette, Wuppertal, 1961.
- Musée Jean-Pierre Pescatore, Luxembourg, 1962.
- Galerie Vynche-Van Eyck, Gand, 1962.
- Galerie de Paris, Paris, 1963. Catalogue écrit par Gisèle d'Assailly.
- Rétrospective Delmotte, Casino de Spa, 1964.
- Galerie Roger Dulac, Paris, 1964.
- Galerie Mischkind, Lille, 1964, 1967.
- Casino de Namur, 1964.
- Galerie Laudwerlin, Strasbourg, 1965.
- Galerie Drouant, Paris, 1965.
- Musée de l'Athénée, Genève, 1966.
- Hammer Gallery, New York, 1967.
- Saks Gallery, Denver, 1967.
- Galerie Emmanuel David, Paris, 1969, 1970, 1971.
- Chapelle du Lycée Ampère, Lyon, 1970.
- Maine Libre, Le Mans, 1970.
- Église Saint-Pierre, Touques, 1970.
- Galerie Schubert, Milan, 1970.
- Galerie Boni & Schubert, Lugano, 1970.
- Galerie Synthèse, Anvers, 1971.
- Rétrospective Marcel Delmotte 1931-1971, Palais des Beaux-Arts de Charleroi, 1971.
- Église Sain-Hubert, Loverval, 1972.
- Galerie Isy Brachot, Knokke-le-Zoute, 1972, 1974.
- Galerie du XXe siècle, Charleroi, 1972, 1975.
- Galerie du Carlton, Cannes, 1972.
- Galerie La Sarbacane, Charleroi, 1972.
- Galerie l'Obsidienne, Paris, 1975.
- Les 75 ans de Marcel Delmotte, galerie l'Obsidienne, Paris, 1976.
- Galerie Schèmes, Lille, 1984, 1991.
- Centre culturel Félicien-Rops, Namur, 1985.
- Galerie Isy Brachot, Paris, 1987.
- Tokyo Art Expo, Tokyo, 1991.
- Nathan Gallery, New York, La Nouvelle-Orléans et Yokohama, 1991.
- Casino de Chaudfontaine, 1991.

## Expositions collectives
- Galerie d'art Signet, Charleroi, 1930, 1937.
- Salon de la Toison d'Or, Mons, 1930.
- Salon des artistes français, Paris, 1933.
- L'art vivant au Pays de Charleroi, L'atrium, Bruxelles, 1933.
- Salon du cercle artistique et littéraire, Charleroi, 1939.
- Triennale des peintres du Hainaut, Musée des Beaux-Arts de Mons, 1940.
- Salon de l'art libre, Paris, 1952.
- L'art et la médecine vus par 24 peintres contemporains, Kunstzaal Pieter Breughel, Lokeren, 1964.
- Sélection 1963-1964, Le Cap (Afrique du Sud), 1964.
- Musée d'Art moderne d'Arnhem, 1964.
- Salon Terres Latines, 1965.
- Salon Comparaisons, Paris, 1965.
- Salon de Mai, Paris, 1965.
- Les arts en Europe, Centre Rogier, Bruxelles, 1965.
- Art sans frontières, Galerie Isy Brachot, Bruxelles, 1966, 1967, 1968, 1969, 1970, 1971, 1972, 1973, 1975.
- Introduction au Surréalisme en Belgique (Ministère de la culture), Stavelot, Mons, Bruxelles (1967), Namur, Charleroi, Tournai (1968), La Louvière, 1969.
- Surréalisme contemporain, Palais des Beaux-Arts de Charleroi, 1968.
- Dix maîtres contemporains, Galerie Isy Brachot, Bruxelles, 1968.
- Exposition internationale du figuratif, galerie Tamenaga, Tokyo, 1969.
- L'art belge, galerie Gmurzynska, Cologne, 1969.
- Banque industrielle et commerciale du Nord, Lille, 1969.
- Malerei des Surrealismus, Kunstverein, Hambourg, 1969.
- Festival d'Aix-en-Provence, 1969.
- Surrealismus in Europa, Baukunst, Cologne, 1969.
- Autour d'Ambroise Paré, Centre artistique et culturel du Moulin de Vauboyen, Bièvres (1969), Salle de la Mutualité, Metz, 1970.
- Grand salon d'automne, Maison des arts du Goddiarch, Villers-la-Ville, 1970.
- Arts des cinq provinces, musée des Beaux-Arts de Liège, 1971, musée des Beaux-Arts de Mons, 1972, Maison de la culture de Namur 1973.
- Palais du Centenaire, Bruxelles, 1972.
- Salon Art'4/1973, Bâle, 1973.
- Salon Iki 74, Düsseldorf, 1974.
- Foire internationale d'art contemporain (stand Galerie Brachot, Paris), Grand Palais, Paris, octobre 1985.
- Salon du Lions Club de Charleroi-Sextant, hôtel de ville de Montignies-sur-Sambre, 2015.

## Livres illustrés par Marcel Delmotte
- Ouvrage collectif, Variations sur l'imaginaire, illustré par 20 artistes dont Marcel Delmotte, une lithographie de chaque, Paris, Club du Livre et Philippe Lebaud, 1972.
- Maurice Carême, L'envers du miroir, Fernand Nathan, 1973.
- Maurice Carême, L'almanach du ciel, Fernand Nathan, 1973.
- Maurice Carême, Figures, Fernand Nathan, 1977.

## Réception critique
- « Chez Delmotte, le côté littéraire n'est jamais obsédant ; jamais il n'éclipse le pictural, jamais non plus il ne s'impose au détriment de la composition. Sans cette réserve, les paysages fantastiques seraient seulement oniriques ; ils perdraient cette sérénité que nous y avons décelée. C'est l'accession à l'équilibre, c'est la domination du rêve par l'esprit qui explique le calme des paysages de Delmotte. Cette confession des éléments naturels, ce dialogue qui unit les souverains du règne végétal participe certes d'un art surréaliste mais non d'un fantastique débridé. » - Marcel Fryns[3]
- « Il passe d'un humanisme païen transcendant à la tragédie du calvaire dans des dessins aux pulsions graphiques intenses, parfois convulsives. Son instinct est constamment pur et grave. C'est un homme de la Renaissance italienne égaré dans notre siècle. De ses visages épurés et de ses nus savants, on peut écrire ce qu'Élie Faure disait des modèles de Piero della Francesca : “on dirait des statues qui marchent, ou s'agenouillent, et l'énergie qui les dresse coule dans leur forme pleine une pesanteur d'airain”. » - Paul Caso[4]
- « Ce peintre autodidacte montre une fascination constante pour l'art de Piero della Francesca dans le choix des sujets, dans les formes et jusque dans les personnes.[…] Un univers fantasmagorique, des personnages inspirés de la sculpture grecque antique évoluant dans le monde imaginaire hors du temps. » - Gérald Schurr[5]

## Récompenses et distinctions
- Chevalier de l'ordre de Léopold II, 1939.
- Premier prix de peinture Richard Dupierreux, 1960.
- Médaille d'argent de la peinture belge, 1960.
- Médaille d'or du Conseil européen d'art et d'esthétique, 1964.
- Premier prix Chapman, 1965.
- Médaille d'or du Salon des arts de Bruxelles, 1965.

## Collections publiques
Allemagne
- Munich, Pinakothek der Moderne.

Belgique
- Anderlecht, musée Maurice Carême.
- Charleroi, musée des Beaux-Arts :
  - Les Agapes, 1919, huile sur toile ;
  - La Nuit des temps, 1935, huile sur toile ;
  - L'Automne, 1966, huile sur toile.
- Ostende, musée des Beaux-Arts : La Promesse du Rédempteur, huile sur toile.
- Collection Privée France:
- Saint Omer, de Bothuri B. Collection, Hôtel de Berghes: La Cavalière, la dame à la Licorne, Bouquet surréaliste,  Le Christ la descente de croix 1927, Paysage Surréaliste 1965, Tobie et l'Ange 1967